# Xabi Molia
Xabi Molia, né à Bayonne le 25 décembre 1977, est un écrivain, scénariste et réalisateur français. Il est notamment le réalisateur du film 8 fois debout nommé au festival de Tōkyō en 2009.

## Biographie
Inscrit à l'état civil sous le prénom de François-Xavier, il est rebaptisé Xabi (Xavier en basque) quelques mois après sa naissance,. Après avoir grandi à Bayonne, il étudie au lycée français de Londres puis au lycée Henri-IV avant d'intégrer l’École normale supérieure en 1997.
Après un doctorat en études cinématographiques consacré aux films-catastrophe hollywoodiens, il est nommé maître de conférences à l'université de Poitiers en 2007,. Il y exerce jusqu'en juin 2011, au département des arts et spectacles de l'UFR de lettres et langues et y dispense des cours sur le cinéma. En 2011, après la sortie de son 7ème roman, il démissionne de son poste pour se consacrer à temps plein à ses activités d'écrivain et de réalisateur.

## Filmographie

### Longs métrages
- 2009 : 8 fois debout[4]
- 2010 : Objets célestes[9]
- 2012 : Les Conquérants[4]
- 2013 : Le terrain[10]
- 2018 : Comme des rois[7],[4]
- 2022 : Un bon Début[11],[12]

### Courts métrages
- 2003 : Avec vautours[13]
- 2005 : L'Invention du demi-tour[14]
- 2008 : S'éloigner du rivage[15]

## Participation à des émissions de radio
- Plan large (France Culture) du 15 octobre 2022 : Retour en zones de guerre avec les réalisateurs Philippe Faucon et Maksym Nakonechnyi et le critique de cinéma Matthieu Macheret[16].
- Affaires culturelles (France Culture) Xabi Molia : "Je m'imagine racontant des histoires au coin du feu".

## Publications

### Romans et œuvres de fiction
- 2000 : Fourbi, Gallimard  (ISBN 9782070756926)[4].
- 2004 : Supplément aux mondes inhabités, Gallimard.
- 2005 : Le Contraire du lieu, Gallimard.
- 2007 : Reprise des hostilités, éditions du Seuil, coll. « Fiction & Cie ».
- 2008 : Tiroirs secrets, en collaboration avec Olivier Thiébaut illustrateur, éd. Sarbacane.
- 2009 : Vers le Nord, écrit avec Élodie Jarret, éditions Sarbacane, coll. « Éditions Sarbac »  (ISBN 2848653248 et 978-2848653242).
- 2011 : Avant de disparaître, éditions du Seuil, coll. « Fiction & Cie »  (ISBN 9782021054194)[17].
- 2012 : Grandeur de S, éditions du Seuil, coll. « Fiction & Cie »  (ISBN 9782021077261).
- 2017 : Les Premiers (une histoire des super-héros français), éditions du Seuil, coll. « Fiction & Cie »  (ISBN 9782021343113).
- 2020 : Des jours sauvages, éditions du Seuil, coll. « Fiction & Cie »  (ISBN 9782021460070)[18].
- 2024 : La Vie ou presque, éditions du Seuil,  (ISBN 9782021575118)

### Autres publications
- 2007 :  Un cinéma de la destruction : approches esthétique, historique et industrielle du film-catastrophe hollywoodien (Thèse soutenue en 2007)[19]
- 2012 : « It is man’s work and you are just little girlies » : narration genrée et figures de l’empowerment féminin dans le film catastrophe hollywoodien, Cinémas, Volume 22, numéro 2-3, printemps 2012, p. 81–99 [20]

## Prix
- 1996 : 2e prix du jeune écrivain de langue française (Le Roi dépouillé)
- 1997 : 2e prix du jeune écrivain de langue française (Le Temps des Cerises)
- 1998 : 3e prix du jeune écrivain de langue française (Spinoza et moi)
- 2009 : Nommé au festival de Tokyo, catégorie Grand-Prix (8 fois debout)[2]
- 2015 : FIPA d'or du meilleur scénario pour Sanctuaire au Festival international des programmes audiovisuels de Biarritz[2]